# Astragalus lycius
Astragalus lycius är en ärtväxtart som beskrevs av Pierre Edmond Boissier. Astragalus lycius ingår i släktet vedlar, och familjen ärtväxter. Inga underarter finns listade i Catalogue of Life.